# 1480
Năm 1480 là một năm trong lịch Julius.